# Bernard Georges Pénot
Pour les articles homonymes, voir Penot.
Bernard Georges Pénot, Bernard Gilles Penot ou Bernard G. Penot (né en 1519 à Port-Sainte-Marie et mort le 30 août 1617 à Yverdon-les-Bains) est un médecin et alchimiste français de la Renaissance, ami de Nicolas Barnaud.
Il devient docteur en médecine à 72 ans à l'université de Bâle « par le biais d'une soutenance privée [...] au domicile de Félix Platter ».